# Darío Volonté

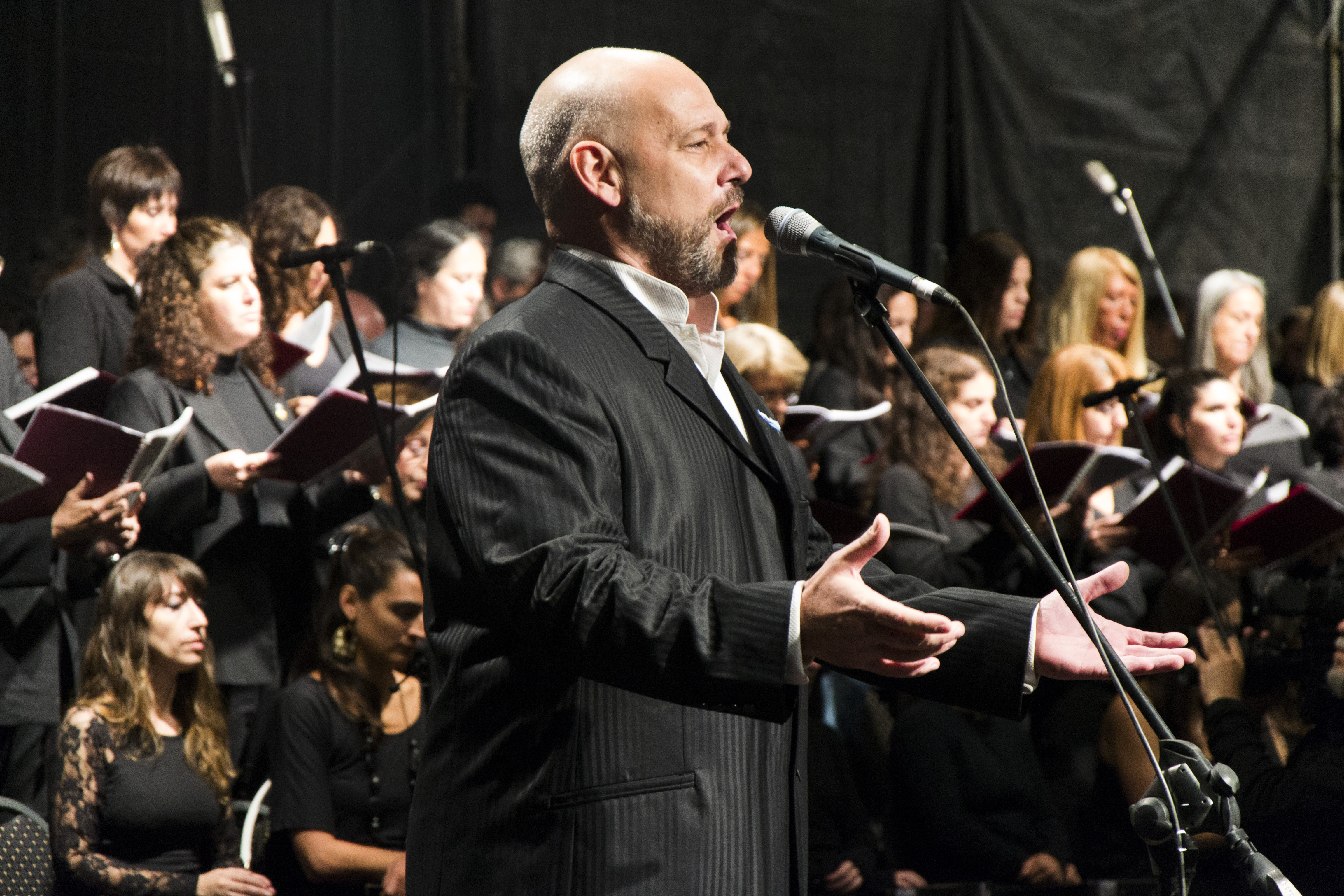
Darío Volonté

Darío Volonté (* 1. September 1963 in Buenos Aires) ist ein argentinischer Opernsänger (Tenor).

## Leben
Volonté nahm als Achtzehnjähriger am Falklandkrieg teil und war einer der Überlebenden des versenkten Kriegsschiffes General Belgrano. Nach seiner Rückkehr trat er in einen Kirchenchor ein. Dort entdeckte ihn José Crea, der ihn kostenlos unterrichtete, während er sich seinen Lebensunterhalt als Lieferwagenfahrer verdiente. Später vervollkommnete er seine Ausbildung bei Vittorio Terranova in Mailand.
Er debütierte beim Festival de Música an der Opera de Buenos Aires in Giacomo Puccinis Oper Tosca. 1998 trat er in Belgien und den Niederlanden in Verdis Der Troubadour und Ein Maskenball auf, es folgten Auftritte in Don Carlos in Bologna, Tosca, Der Bajazzo, Manon Lescaut und Fedora am Teatro Regio de Turín, Lucia di Lammermoor am Opernhaus Zürich, Der Korsar in Trieste und Manon Lescaut am Teatro Massimo in Palermo.
1999 debütierte er am Teatro Colón in Héctor Panizzas Oper Aurora. Die Asociación de Críticos Musicales de Argentina zeichnete ihn 2000 als besten Sänger des Jahres aus. Beim Wexford Festival trat er 1999 als Vassili in Siberia auf.